# Svetomir Nikolajević
Svetomir Nikolajević (v srbské cyrilici Светомир Николајевић; 27. září 1844, Raduša u Ubu, Srbsko – 18. dubna 1922, Bělehrad, Království SHS) byl srbský politik a premiér.

## Biografie
Základní školu vyšel ve své rodné obci, gymnázium studoval v Šabaci a později v Bělehradě. Maturitu složil v roce 1863. Dva roky studoval na Filozofické fakultě Velké školy. V letech 1865 až 1871 studoval v západní Evropě světové dějiny a literaturu. Od podzimu 1871 až do poloviny roku 1873 pracoval jako písař Ministerstva osvěty a církevních záležitostí. Později pracoval jako profesor na Katedře obecných dějin literatury Univerzity v Bělehradě jako první profesor s kvalifikací v oblasti západoevropské literatury.
Od roku 1881 byl poslancem skupštiny. Nejprve se ztotožňoval s Radikální stranou a později s pokrokáři. Jeho politická činnost mu však podstatným způsobem ovlivňovala jeho kariéru v oblasti vzdělávání; byl často pomlouván a kritizován. Přesto se v roce 1894 stal ministrem vnitra a později ještě téhož roku i předsedou vlády. Jako premiér nechal zrušit ústavu z roku 1888, na jejíž tvorbě se paradoxně i sám podílel. Vládu nasměroval ve vztahu k Turecku mnohem vřelejším směrem; poté se uskutečnilo několik jednání mezi srbským králem a tureckým sultánem.
Po nějakou dobu byl poté v roce 1903 velvyslancem Srbska v Aténách. V roce 1915 jej několik poslanců nominovalo na Nobelovu cenu za mír. Během první světové války zůstal v Srbsku, ve vesnici Malo Crniće. Bylo mu nabídnuto se stát v roce 1915 guvernérem okupační správy, tuto pozici však odmítl.